# 7728 Ґіблін
7728 Ґіблін (7728 Giblin) — астероїд головного поясу, відкритий 12 січня 1977 року.
Тіссеранів параметр щодо Юпітера — 3,316.